# فرد كرين
فرد كرين (بالإنجليزية: Fred Crane)‏ هو لاعب كرة قاعدة أمريكي، ولد في 4 نوفمبر 1840 في أولد سايبوروك في الولايات المتحدة، وتوفي في 27 أبريل 1925 في بروكلين في الولايات المتحدة.

## وصلات خارجية
- فرد كرين على موقعبيزبول رفرنس.كوم (الدوري الرئيسي) (الإنجليزية)